# Національне шосе 14 (Естонія)
Національне шосе 14 (скор. T14) також шосе Косе–Пуріла (ест. Kose–Purila maantee) — національна основна дорога в центральній Естонії, 39,1 кілометровів в довжину. Шосе починається в Козе на національне шосе 12 і закінчується в Пурила на національне шосе 15.

## Маршрут
T14 проходить через такі округи та муніципалітети:
Хар'юський повіт
- Волость Козе

Повіт Рапла
- Волость Рапла